# High Art
High Art é um filme norte americano do gênero drama romântica dirigido e roteirizado por Lisa Cholodenko.

## Sinopse
Syd (Radha Mitchell) vive com seu namorado em seu pequeno apartamento, onde ocasionalmente encontra sua vizinha, Lucy (Ally Sheedy), uma fotógrafa que abandonou a profissão há dez anos, pois o sucesso a havia perturbado. Lucy tem uma namorada alemã, dependente tanto do amor dela quanto das drogas. Syd é uma assistente mal remunerada que trabalha em uma grande revista de moda e descobre visões fantásticas nas fotografias de Lucy. A partir daí, começa uma amizade que muda completamente a vida da fotógrafa. Syd ajuda a retomar a carreira de Lucy, unindo as duas em uma mistura de sensualidade, amor e profissionalismo.

## Elenco
- Radha Mitchell (Syd)
- Ally Sheedy (Lucy Berliner)
- Patricia Clarkson (Greta)
- Gabriel Mann (James)
- Charis Michelsen (Debby)
- David Thornton (Harry)
- Anh Duong (Dominique)
- Helen Mendes (White Hawk)
- Bill Sage (Arnie)
- Tammy Grimes (Vera)
- Cindra Feuer (Delia)
- Anthony Ruivivar (Xander)
- Elaine Tse (Zoe)
- Rudolf Martin (Diete)

## Prêmios e indicações

### Independent Spirit Awards
| Ano  | Categoria                                         | Resultado |
| ---- | ------------------------------------------------- | --------- |
| 1999 | Melhor Estréia de Filme                           | Indicado  |
| 1999 | Melhor Atriz (Para Ally Sheedy)                   | Vencedora |
| 1999 | Melhor Atriz Coadjuvante (Para Patricia Clarkson) | Indicada  |
| 1999 | Melhor Roteiro                                    | Indicado  |
| 1999 | Melhor Fotografia                                 | Indicado  |